# 마인플렉스
마인플렉스(영어: Mineplex)는 마인크래프트 미니게임 서버이다. 마인플렉스는 모장 스튜디오와 공식적으로 파트너 관계를 맺은 마인크래프트 서버중 하나이다. 2016년 중반, 마인플렉스에는 매달 수백만 명의 플레이어들이 있었으며, 거의 모든 시간에 약 1만 명의 동시 접속자를 보유하였다. 2015년 1월 28일 당시 마인크래프트 서버에서 가장 많은 34,434명의 동시 플레이어를 보유하여 기네스 세계 기록을 경신했지만 이후 하이픽셀에 의해 밀려나게 된다.